# رضا فاضلی
رضا فاضلی (۱۲ تیر ۱۳۱۴ – ۲۴ فروردین ۱۳۸۸) بازیگر، نویسنده، مجری و مدیر برنامه‌های تلویزیونی و فعال سیاسی مخالف نظام جمهوری اسلامی ایران بود. مطالعات وی در فلسفه ادیان بود. وی پیش از انقلاب ایران در سینما فعالیت داشت؛ اما پس از مهاجرت به خارج از کشور در سال ۱۳۵۷ به فعالیت علیه جمهوری اسلامی و ادیان و نقد خرافات دینی پرداخت.

## زندگی‌نامه
رضا فاضلی در دوازدهم تیر‌ماه سال ۱۳۱۴ در محله عودلاجان در تهران به دنیا آمد. وی دوران کودکی‌اش را در خیابان اسماعیل‌بزّاز کوچه صالحی گذرانده‌است. دوران ابتدایی را در مدارس نوشیروان و خیام گذراند و دوره متوسطه را در دبیرستان‌های پهلوی و فرخی به پایان رسانید.
پس از استخدام در نیروی هوایی شاهنشاهی ایران و گذراندن یک سال آموزش، در شهریور ۱۳۳۲ تهران را ترک کرد و پس از هشت سال به کشورهای حوزهٔ خلیج فارس، مصر، و لبنان مهاجرت و سپس از سال ۱۹۵۴ تا ۱۹۵۹ در کشورهای فرانسه، آلمان، انگلیس، و در نهایت آمریکا به کار و تحصیل مشغول گردید.

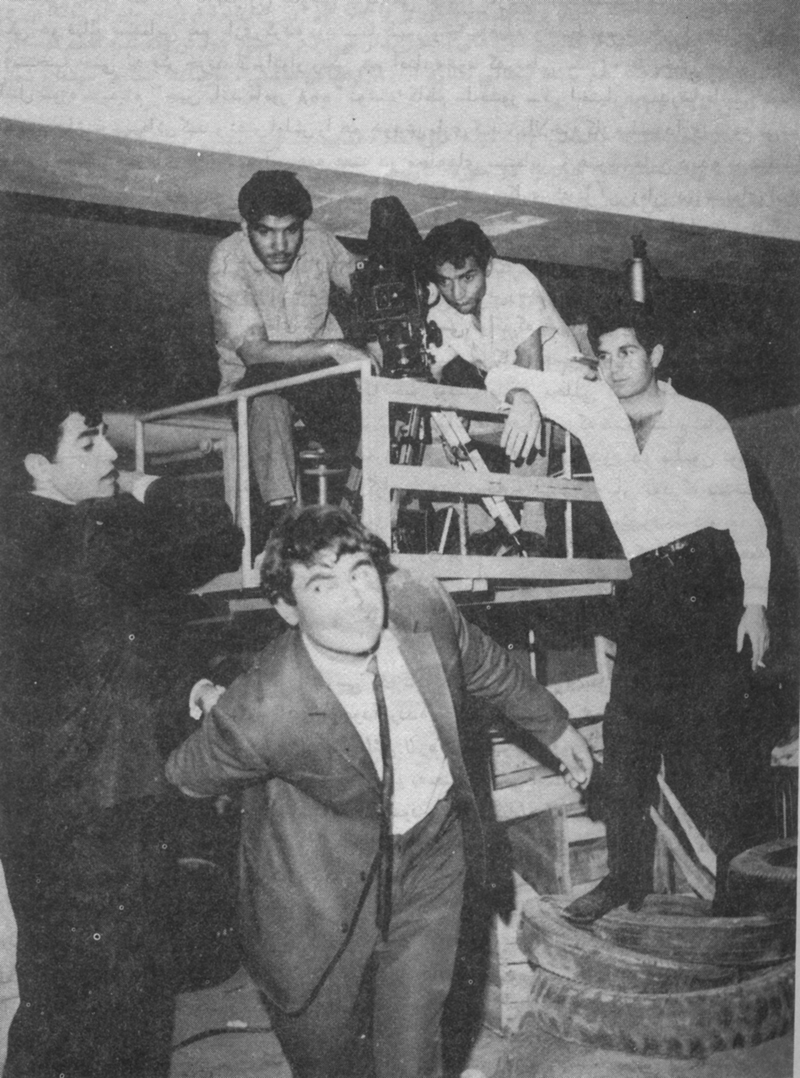
تصویری از رضا فاضلی، داریوش مهرجویی، مصطفی عالمیان، جمشید الوندی و رافی در پشت صحنه‌ای از فیلم الماس ۳۳ (۱۳۴۶)

وی پس از بازگشت به ایران به خاطر داشتن پیشینه سیاسی به سوی شغل آزاد رفت و سپس وارد سینما شد. با فیلم خانم عوضی گرفتی کار خود را در سینما شروع کرد و تا سال ۱۳۵۶ در هفده فیلم ایرانی بازیگر، در یک فیلم کارگردان و در یک فیلم تهیه‌کننده و کارگردان بود. آخرین فیلم او سفر سنگ به کارگردانی مسعود کیمیایی در سال ۱۳۵۶ خورشیدی بود.
پس از انقلاب ۱۳۵۷ مجدداً ایران را ترک کرد و خود را به اروپا رسانید. به محض دریافت پناهندگی در لندن با همراهی دوستانش سازمان کی‌وی‌سی (K.V.C) را در خیابان کنزینگتن (Kensington) دایر نمود. وی در طول سال‌های ۱۹۸۱ تا ۱۹۹۰ پنجاه و دو نوار ویدئوئی را علیه نظام جمهوری اسلامی منتشر نمود. از این مجموعه با عنوان «واریته آخوندی» نام برده می‌شود. در این مجموعه فیلم‌ها بازیگرانی با پوشش شبیه‌سازی‌شده با مقام‌های جمهوری اسلامی برنامه نمایشی طنز اجرا می‌کنند.
در ۲۸ مرداد ۱۳۶۵ برابر با ۱۹ اوت ۱۹۸۶، با یک بمب‌گذاری در محل کارش در لندن به جان او سوءقصد شد؛ اما پسر ۲۲ ساله‌اش بیژن فاضلی جان خود را از دست داد.
در بهار ۱۹۹۲ به توصیه پلیس انگلیس خاک آن کشور را ترک و به آمریکا رفت و تا سال ۲۰۰۱ که شهروندی آمریکا را به‌دست نیاورده بود، اجباراً در شرق آمریکا در دهکدهٔ دور افتاده‌ای زندگی می‌کرد.  وی از سال ۲۰۰۱ بقیهٔ عمر خود را در شهر لس آنجلس آمریکا سپری کرد.
سرگذشت رضا فاضلی از ۲۸ مرداد ۱۳۳۲ تا ۲۸ مرداد ۱۳۶۵ در کتابی به نام بازمانده (به انگلیسی: Survivor) توسط شرکت First Book در سال ۲۰۰۱ در آمریکا بچاپ رسید. او در ۲۴ فروردین ۱۳۸۸ و در سن ۷۴ سالگی بر اثر سرطان درگذشت.

## فعالیت رسانه‌ای

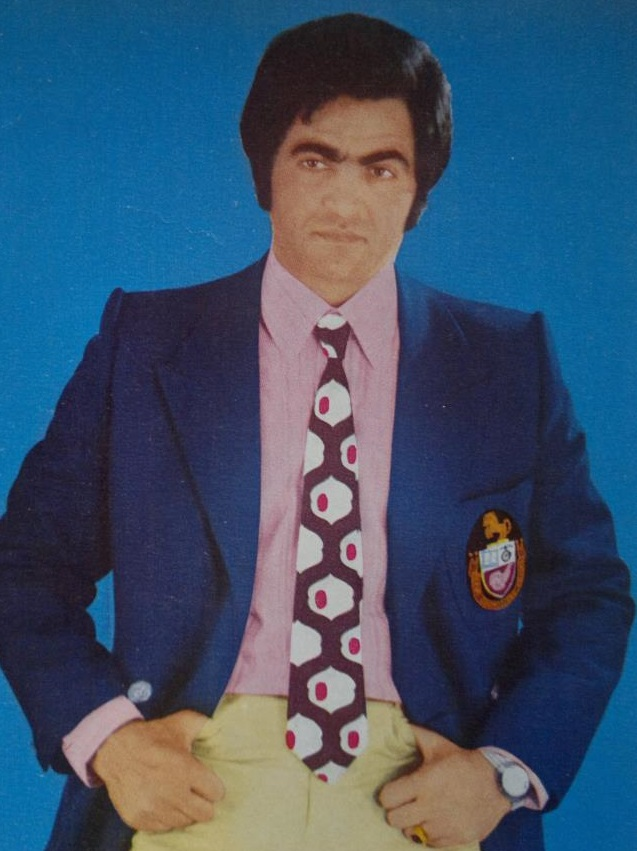
رضا فاضلی در جوانی

پس از دریافت شهروندی آمریکا با کمک دوستانش تلویزیون آزادی را در نوامبر ۲۰۰۲ راه‌اندازی کرد. این شبکه تا بیست و هفتم ژانویه ۲۰۰۵، به‌طور ۲۴ ساعته از طریق ماهواره پخش می‌شد. از ماه ژوئیه ۲۰۰۵ رضا فاضلی به دعوت امیر شجره به کانال تلویزیونی پارس دعوت شد و پس از اتمام همکاریش با تلویزیون پارس، به دعوت شهرام همایون به تلویزیون کانال یک رفت و تا سال ۲۰۰۹، همکاری خود را با پخش برنامه «نوید آزادی» که از تلویزیون آزادی شروع شده بود ادامه داد.

## فیلم‌شناسی

### فیلم‌های ایرانی
- خانم عوضی گرفتی (۱۳۴۰)
- بامعرفت‌ها (۱۳۴۲)
- طلاق (۱۳۴۲)
- مسیر رودخانه (۱۳۴۳)
- دزد شهر (۱۳۴۳)
- زندگی دوزخی (۱۳۴۳)
- ببر رینگ (۱۳۴۳)
- جهنم زیر پای من (۱۳۴۳)
- سرکش (۱۳۴۳)
- اشک یتیم (۱۳۴۳)
- صیادان نمک‌زار (۱۳۴۴)
- همه سر حریف (۱۳۴۴)
- رانندگان جهنم (۱۳۴۵)
- الماس ۳۳ (۱۳۴۶)
- قهرمان شهر ما (۱۳۴۶)
- شب فرشتگان (۱۳۴۷)
- ضرب شست (۱۳۴۸)
- زن وحشی وحشی (۱۳۴۸)
- نامادری (۱۳۴۹)
- رنگین‌کمان (۱۳۵۰)
- جین باند ۰۰۸: عملیات کراچی (۱۳۵۰)
- خر دجال (۱۳۵۱)
- اتل متل توتوله (۱۳۵۱)
- علی سورچی (۱۳۵۱)
- جنوبی (۱۳۵۲)
- خیالاتی (۱۳۵۲)
- مغربی (۱۳۵۲)
- مصطفی لره (۱۳۵۲)
- مهدی فرنگی (۱۳۵۳)
- ماشین مشتی ممدلی (۱۳۵۳)
- آب توبه (۱۳۵۳)
- هم‌قسم (۱۳۵۴)
- غلام زنگی (۱۳۵۴)
- پیش‌کسوت (۱۳۵۵)
- آتش جنوب (۱۳۵۵)
- سفر سنگ (۱۳۵۶)

### فیلم‌های غیرایرانی
- جایی برای مردن پیدا کن (۱۹۶۸)
- خانم صاحبخانه هم روابط عاشقانه دارد (۱۹۶۸)
- سه رفیق (۱۹۷۵)
- راننده سربلند (۱۹۷۵)
- ترانه بی‌پایان (۱۹۷۶)